# Mbandaka
Mbandaka, vroeger bekend onder de naam Coquilhatstad (Coquilhatville in het Frans, naar Camille Coquilhat), is een stad in de Evenaarsprovincie in de Democratische Republiek Congo en ze is tevens provinciehoofdplaats. De stad ligt op de linkeroever van de Kongostroom en is een belangrijke plaats tussen Kinshasa en Kisangani.
In de buitenwijk Wangata duidt een blok limoniet de evenaar aan.
In de stad wordt vooral Lingala gesproken.
Tijdens de Eerste Oorlog van Congo vonden in de stad veel moordpartijen plaats, voornamelijk op Hutu van 13 tot 20 mei 1997.
De plantentuin van Eala, ten oosten van de stad, herbergt een grote plantenrijkdom. De tuin werd in 1900 door de botanicus Emile Laurent opgericht in opdracht van koning Leopold II. Hij beslaat een oppervlakte van 3,7 km² en omvat tropisch regenwoud, moeras en savanne, maar verkeert heden in verwaarloosde toestand.

## Economie
De economische activiteiten concentreren zich op de rivieren Kongo, Ruki, Tshuapa en Ikelemba. Via deze weg komen de levensmiddelen voor de bevolking toe. De overheid is de voornaamste werkgever, gevolgd door de katholieke kerk en de multinationale brouwerij Bralima.
De stad herbergt een belangrijke Indische gemeenschap die praktisch, in het centrum, alle belangrijke winkels zoals UMICO, PATEL en NUMERCO openhoudt.
De stad heeft ook grafische industrie door de commerciële drukkerij ECOMIL, die beheerd wordt door de familie Ilela Ilufa.

## Bezienswaardigheden
- Kathedraal Heilige Eugène van Mbandaka (zetel van het aartsbisdom Mbandaka-Bikoro).
- Noordoostellijk van de stad ligt het Ngiri-reservaat.

Sankuru · Bas-Uele · Kongo Central · Kwango · Kwilu · Mai-Ndombe · Kinshasa · Kasaï · Lulua · Kasaï oriental · Lomami · Maniema · Zuid-Kivu · Noord-Kivu · Ituri · Haut-Uele · Tshopo · Noord-Ubangi · Mongala · Zuid-Ubangi · Evenaarsprovincie · Tshuapa · Tanganyika · Haut-Lomami · Lualaba · Haut-Katanga